# Districte de Cambrai
El Districte de Cambrai és un dels sis districtes en què es divideix el departament francès del Nord, a la regió dels Alts de França. Té 7 cantons i 117 municipis. El cap del districte és la sotsprefectura de Cambrai.

## Cantons
cantó de Cambrai-Est - cantó de Cambrai-Oest - cantó de Carnières - cantó de Le Cateau-Cambrésis - cantó de Clary - cantó de Marcoing - cantó de Solesmes